# Султанбеєв Віктор Іванович
Віктор Іванович Султанбеєв (11 листопада 1895 р. - 9 лютого 1972) - майстер шахів .

## Життя
Народившись в Катеринославі (Україна, тоді Російська імперія), Султанбеєв навчився грати в шахи досить пізно, але швидко прогресував. У 1914 році виграв чемпіонат міста. У Першій світовій війні він воював у російській армії. У 1918 році він знову виграв чемпіонат міста. Після жовтневого перевороту, у 1920 році, він переїхав до Галліполі з армією Петра Врангеля. Наприкінці 1921 року він попросив притулку в Бельгії.  Після короткого перебування в Брюсселі він переїхав до Льєжу.
У 1923 році він вперше взяв участь у бельгійському чемпіонаті з шахів, чемпіонаті, який він виграв 5 разів; у 1932 (спільно з Борухом Ізраїлем Дайнером), 1934, 1943, 1957 та 1961. У 1923 році він закінчив на 4-ому місці, але вразив своєю грою. Йому довелося поєднувати шахи зі своєю роботою, що призвело до низької кількості міжнародних турнірів та інколи поганих умов гри. Тим не менше, він брав участь у деяких важливих турнірах, таких як Міжнародний шаховий конгрес Гастінгса та Вейк-ан-Зеє  (турнір Хогувенса).
Султанбеєв став національним майстром у 1931 р. та Міжнародним арбітром у 1964 р. 

## Шахи

### Стиль гри
Султанбеєв був відомий своїм агресивним стилем гри, який іноді призводив до коротких блискучих ігор, але іноді призводив і до непотрібної поразки. Деякі з його ігор досі відомі, як ігри проти Любарського, 1928, [Архівовано 22 січня 2021 у Wayback Machine.] або Бородіна, 1943 [Архівовано 10 травня 2021 у Wayback Machine.]. На відміну від багатьох інших гравців, Султанбеєв залишався вірним своєму стилю атаки, коли постарів. Його ім'ям названа варіація Султанбеєва, лінія в слов'янському захисті, яка була введена в листуванні Macht – Soultanbéieff, 1931–2: 1.d4 d5 2.c4 c6 3. Nf3 Nf6 4. Nc3 dxc4 5.a4 e6.   

### Турнірний рекорд
Незважаючи на те, що він виграв кілька турнірів в Україні, його шахова кар'єра відбулась лише тоді, коли він прибув до Бельгії. Він взяв участь у 22 чемпіонатах Бельгії  між 1923 і 1969 роками. Він виграв його 5 разів (1932 (спільно з Борухом Ізраїлем Дайнером ), 1934, 1943, 1957 *, 1961 *), посів 3 рази 2-е місце (1938 (разом Артуром Данкельблумом ), 1945 *, 1958 *) і один раз 3 місце (1962). (Позначки турнірів із * були чемпіонатами FBE).
Через його професійну діяльность міжнародні турніри в його кар'єрі були рідкістю. Тим не менш, він досяг деяких чудових результатів, які містяться в наступній таблиці:
| Рік, місце (Подія)                                                     | Переможець                                 | Результат Султанбеєва                                              |
| ---------------------------------------------------------------------- | ------------------------------------------ | ------------------------------------------------------------------ |
| 1924, Брюссель                                                         | Едгард Колле                               | 5-й                                                                |
| 1926, Спа, Бельгія (Міжнародний)                                       | Фрідріх Семіш та Джордж Алан Томас 8½ / 11 | 5-е, спільно з Артуром Данкельблумом та Массіміліано Роміхом, 6/11 |
| 1926/27, Гастінгс (Міжнародний шаховий конгрес Гастінгса, претенденти) | Жорж Колтановський, 7/9                    | 2-й, 6½ / 9                                                        |
| 1929, Маастрихт (Чотирикутний турнір)                                  | Марсель Енгельманн                         | 2-й                                                                |
| 1929 Рамсгейт                                                          | Хосе Рауль Капабланка, 5½ / 7              | 6-й, 4/7                                                           |
| 1930 р. Льєж (Міжнародний турнір)                                      | Савіеллі Тартакоуер, 8½ / 11               | 11-е, 4/11                                                         |
| 1930 р. Льєж (Чотирикутний турнір)                                     | Soultanbéieff, 2½ / 3                      | 1-е, 2½ / 3 перед Ісаясом Плеці                                    |
| 1930/31 Гастінгс (Майстер A Міжнародного шахового конгресу Гастінгса)  | Soultanbéieff, 7½ / 9                      | 1-е, 7½ / 9 перед Еммануелем Сапірою                               |
| 1936, Остенде                                                          | Ерік Лундін, 7½ / 9                        | Спільний 7-й з Джорджем Аланом Томасом, 4/9                        |
| 1946 Маастрихт                                                         | Макс Юве, 7½ / 9                           | 7-е, 4½ / 9                                                        |
| 1946 Zaandam                                                           | Макс Юве, 9½ / 11                          | 9-го, 4/11                                                         |
| 1947 Баарн (група А2)                                                  | Савіеллі Тартакоуер, 6½ / 7                | Спільний 5-й, з 3 голландськими гравцями, 2½ / 7                   |
| 1947 р. Брюссель (6 турнірів майстрів)                                 | Альберік О'Келлі де Голуей, 4/5            | Спільний 2-й з Frits Van Seters, 3/5                               |
| 1950 Бевервійк (шаховий турнір Хуґовенса)                              | Ян Хайн Доннер, 7/9                        | 9-е, 2½ / 9                                                        |
| 1954 Дублін (турнір на Тосталі)                                        | Альберік О'Келлі де Голуей, 4½ / 5         | Спільний 3-й з Леонардом Барденом, 3/5                             |

Будучи одним з найкращих бельгійських гравців свого часу, він представляв Бельгію з різних приводів, особливо на шаховій олімпіаді 1933 року у Фолкстоні .  Граючи на 1-й дошці, він досяг 4/14, включаючи перемогу над Ксавери Тартаковером .
За свою довгу кар'єру Султанбеєв відіграв кілька коротких матчів. Його найбільш помітними результатами в цій категорії були нічийний матч проти Артура Данкельблюма (1932; + 1-1 = 2), нічийний матч проти Жоржа Колтановського (1935; + 1-1 = 2) та програний матч проти Пола Девоса (1946 ; + 1-2 = 3).

### Заочні шахи
Султанбеєв теж був обдарованим гравцем у листуванні, хоча знову ж таки його професійна діяльність не залишала для цього багато часу. Він почав грати в заочні шахові турніри, коли ще був в Україні. Спочатку він став членом, а згодом почесним членом EB/BS. Він грав на першій дошці Бельгії I у першій заочній шаховій олімпіаді, забивши 3/6. Ще одним помітним результатом став нічийний матч проти Олександра Махтаса, майбутнього чемпіона Литви .

### Творчість
Як і багато шахістів, Султанбеєв також писав про шахи. Він писав шахову колонку для різних місцевих газет і співпрацював з багатьма видатними шаховими періодичними виданнями, такими як " Shakmati Listock" (пізніше " Шахмати проти СРСР" ), " L'Echiquier Belge" та " Échec et Mat". Він написав книгу про матч чемпіонату світу між Хосе Раулем Капабланка та Олександром Алехіном, яка вийшла в 1929 році, видану виданнями l'Échiquier. Він прокоментував ігри турніру в Остенді 1936 року для книги турнірів і опублікував збірку власних ігор під назвою Guide pratique du jeu des combinaisons, яка згодом була передрукована як le Maître de l'attaque.